# Toby Flood

a Compétitions nationales et continentales officielles uniquement.

b Matchs officiels uniquement.
Dernière mise à jour le 7 septembre 2021.
Toby Flood, né le 8 août 1985 à Frimley (Angleterre), est un joueur international anglais de rugby à XV évoluant aux postes de demi d'ouverture ou de centre.
Durant sa carrière, il joue tout d'abord aux Newcastle Falcons, puis aux Leicester Tigers et au Stade toulousain, avant de retourner aux Newcastle Falcons pour ses quatre dernières saisons.
Toby Flood a joué soixante fois avec son équipe nationale avec laquelle il a inscrit 301 points. Avec le XV de la Rose, il participe à la finale de la Coupe du monde 2007 et remporte le Tournoi des Six Nations 2011. En club, il remporte trois fois le championnat d'Angleterre avec les Leicester Tigers (en 2009, 2010 et 2013).

## Biographie

### Famille
Le grand-père paternel de Toby Flood est un acteur anglais, nommé Gerald Flood, qui a joué notamment dans une adaptation télévisée du Chien des Baskerville tirée de la série de 1964 de Sherlock Holmes. Son grand-père maternel est un acteur allemand, Albert Lieven, qui a joué dans Les Canons de Navarone et qui a épousé l'actrice anglaise Susan Shaw, laquelle a notamment joué dans Marry Me!. Son père, Tim, est le directeur marketing du Customs House Theatre à South Shields.
Toby Flood possède un diplôme en management obtenu en 2007, à la Northumbria University, une université de la ville de Newcastle. Il est aussi avocat.
La femme de Toby Flood se prénomme Sally.

### En club

#### Début amateur
Toby Flood commence le rugby dans le club amateur de Alnwick RFC (en), club de rugby à XV de Alnwick dans le Northumberland (Nord-Est de l'Angleterre). Peter Walton a aussi été formé dans ce club.

#### Aviva Premiership (2004-2014)

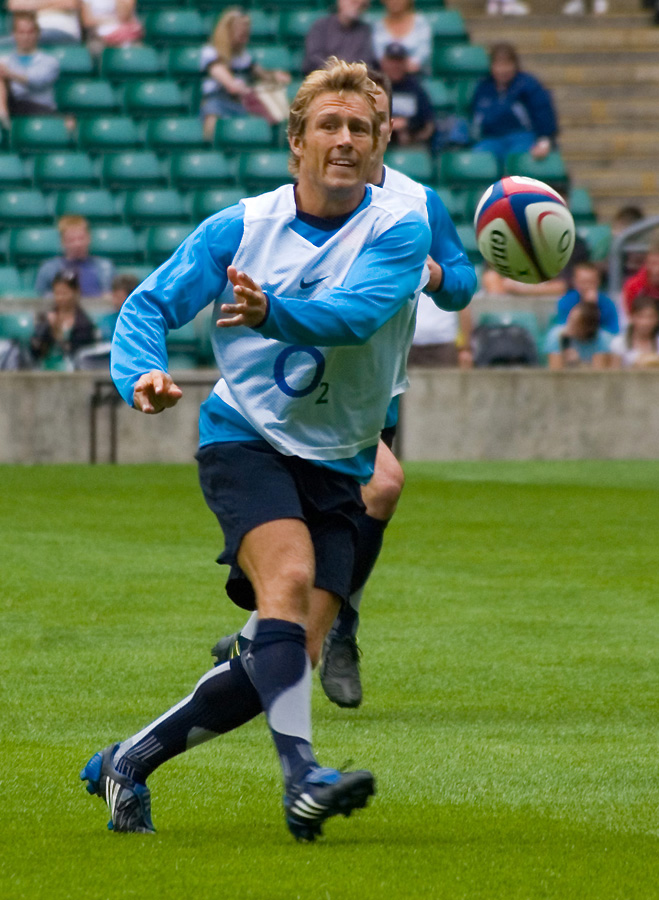
Jonny Wilkinson (en 2009) coéquipier de Flood à Newcastle et avec le XV de la rose.

##### Newcastle Falcons (2004-2008)
Toby Flood est entraîné par Jonny Wilkinson qui s'occupe alors de certains entraînements de l’équipe de la Kings_Priory_School (en) de Tynemouth, petite ville du bord de mer du nord de l'Angleterre. Les deux hommes ont la particularité d'être tous deux nés dans la petite ville de Frimley, dans le comté du Surrey, au sud de Londres. C'est à quinze kilomètres de Tynemouth toujours dans le comté du Tyne and Wear, dans l'équipe de rugby de Newcastle, que Toby Flood commence sa carrière professionnelle en 2004, dans la même équipe que son ancien entraîneur. Avec les Newcastle Falcons, il s'impose très rapidement comme un jeune joueur talentueux et ses performances lui permettent d'être sélectionné pour la première fois par Brian Ashton dans l'équipe d'Angleterre.
Cependant, le fait qu'il joue dans le même club et au même poste que Jonny Wilkinson, l'empêche de devenir le numéro 10 titulaire de son équipe. Après une saison 2005-2006 complète (16 matchs avec les Newcastle Falcons), Toby Flood joue 15 matchs pour autant de titularisations la saison suivante, et profite des blessures de Jonny Wilkinson. Mais à la suite du retour en forme de ce dernier au cours de la saison 2007-2008, Toby Flood joue seulement 8 matchs en championnat d'Angleterre et voit donc son temps de jeu diminuer de moitié. C'est pourquoi il quitte son club formateur de Newcastle à la fin la saison.

##### Leicester Tigers (2008-2014)

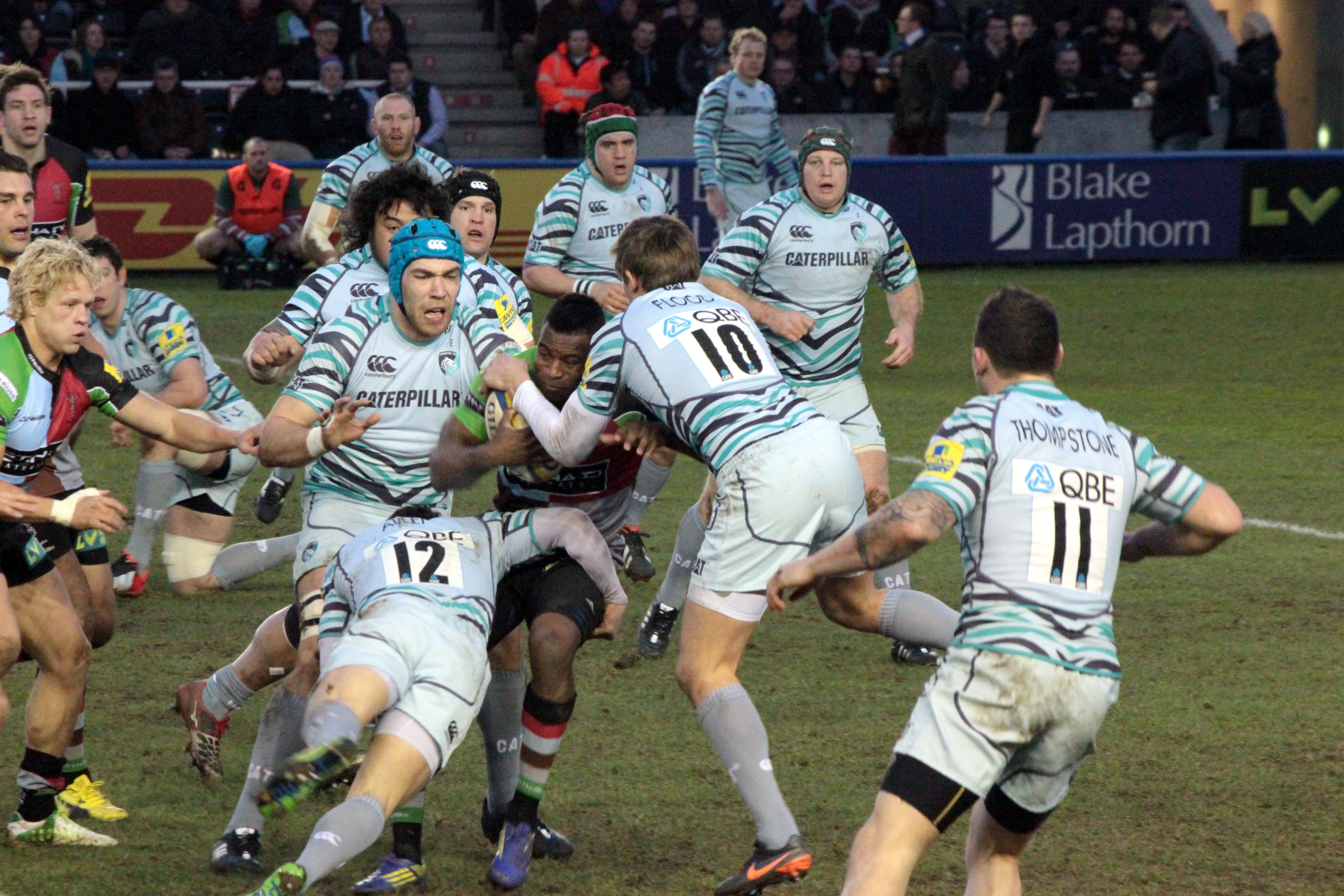
Toby Flood (numéro 10) lors d'un match de Guiness Premiership contre les Harlequins avec les Leicester Tigers en 2013.

À la suite de ses bonnes performances en club en équipe nationale, Toby Flood décide de s'engager aux Leicester Tigers et quitte ainsi la région du Nord-Est pour les Midlands de l'Est. Il joue son premier match avec son nouveau club pour le premier match de la saison contre Gloucester durant lequel il inscrit un essai permettant à son équipe de s'imposer. Mais il se blesse par la suite lors de la demi-finale de coupe d'Europe contre les Cardiff Blues, au talon d'Achille, il ne reprendra la compétition que huit mois plus tard. Il ne joue donc pas la finale du championnat d'Angleterre 2008-2009, remporté par son club face aux London Irish (10-9).
Il fait son retour à la compétition au mois de novembre de la saison 2009-2010, pour un match de coupe d'Angleterre contre les Newport Gwent Dragons. Toby Flood joue tout le reste de la saison sans blessure conséquente, et il est titularisé pour la finale de la saison face aux Saracens (victoire 33-27) pour le deuxième titre consécutif de son club dans le championnat d'Angleterre.
Il participe à la victoire de son équipe en coupe d'Angleterre lors de la saison 2011-2012, en remportant la finale face aux Northampton Saints (26-14).
Lors de la finale du championnat d'Angleterre de la saison 2012-2013, il est capitaine de son club lors de la victoire contre les Northampton Saints au Stade de Twickenham (37-17).
Il croise, au club de Leicester, le jeune George Ford, avec qui il sera en concurrence quelques années plus tard avec le XV de la rose,.
De plus, il prend part aux différentes campagnes de son club en coupe d'Europe. Buteur du club, il inscrit un total de 1 336 points pour Leicester durant ses six saisons passées dans les Midlands de l'Est. Il réalise de bonne performance avec Ben Youngs, le demi de mêlée des Leicester Tigers, ce qui permet au XV de la rose de disposer d'une charnière de qualité habituée à jouer ensemble.
Ignoré des sélectionneurs avec le XV de la Rose et en fin de contrat avec les Leicester Tigers, Toby Flood décide de quitter l'Aviva premiership pour le Top 14 où il reçoit plusieurs propositions. Il annonce son départ en décembre 2013.

#### Top 14 et le Stade Toulousain (2014-2017)

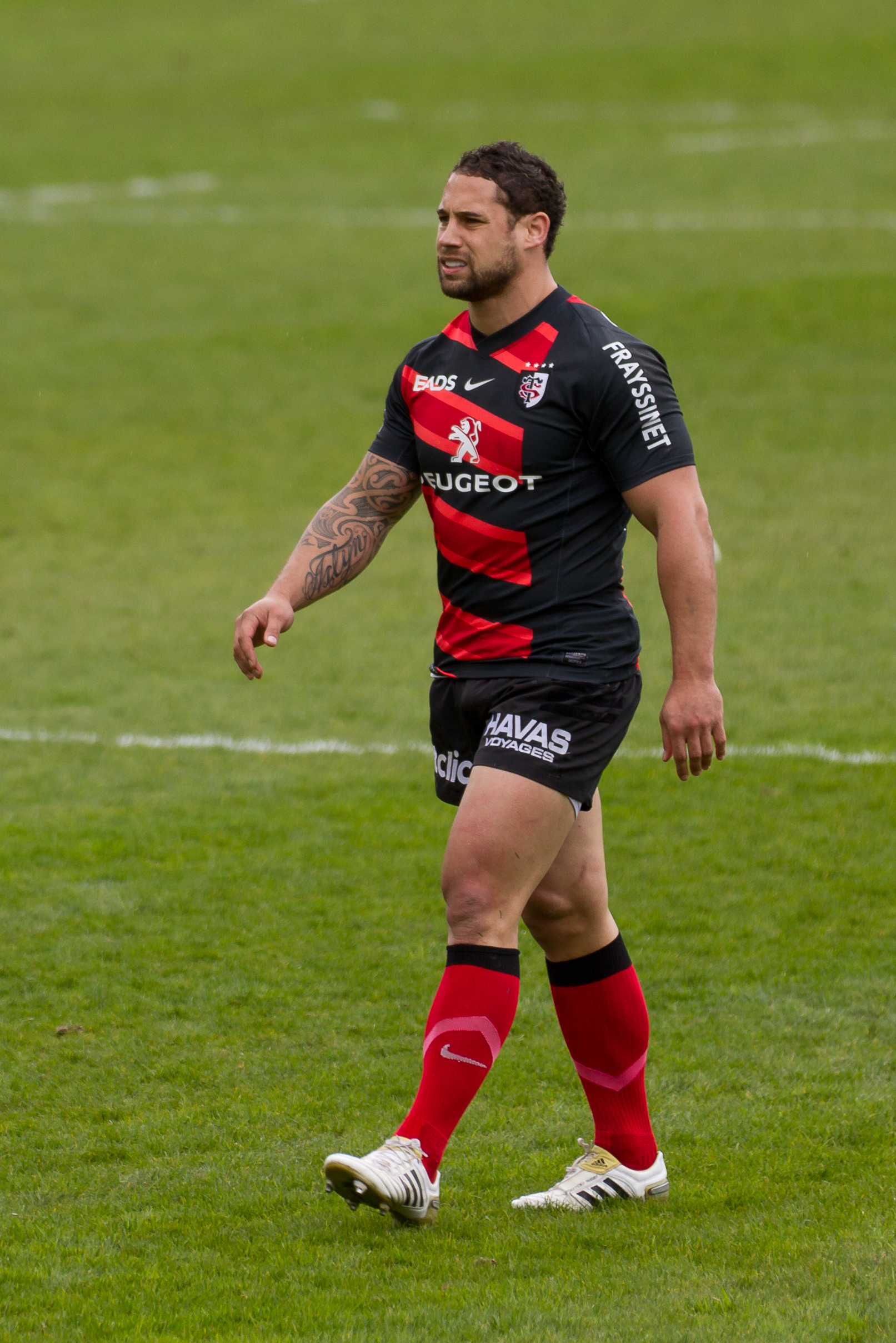
Luke McAlister, avec qui Toby Flood est souvent associé au Stade toulousain.

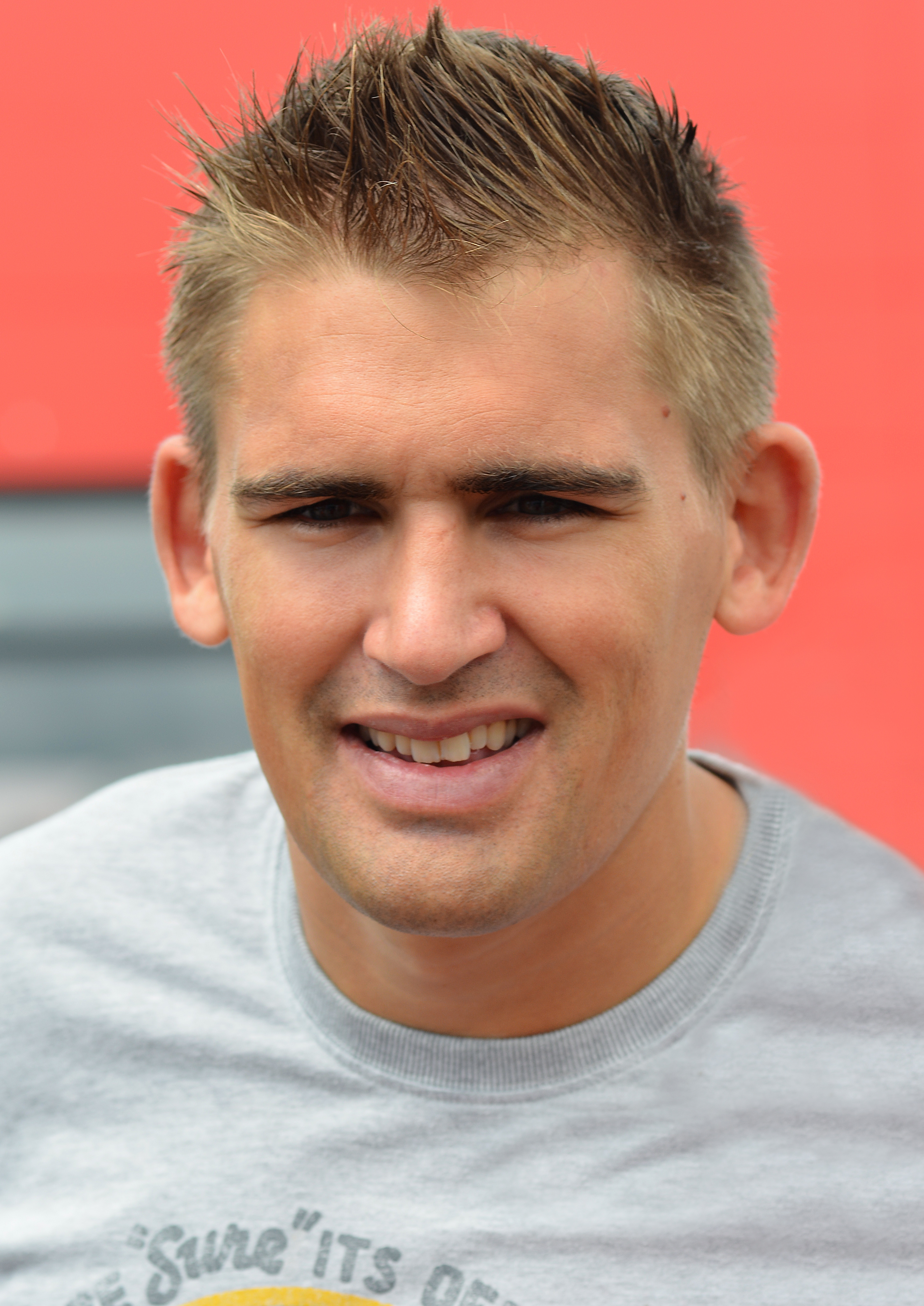
Toby Flood en 2014.

Toby Flood choisit finalement le Stade toulousain, qui est alors à la recherche d'un ouvreur, pour découvrir le championnat de France. Il est le premier international anglais à évoluer au Stade Toulousain depuis le légendaire Rob Andrew (en 1991), qui était, lui aussi, ouvreur. La précision et la puissance du natif de Frimley en font un très bon buteur.
Toby Flood fait partie des internationaux anglais qui quittent le championnat national pour le championnat français, malgré le fait que la fédération anglaise ne sélectionne plus les Anglais jouant à l'étranger. Il se trouve donc dans le même cas que, par exemple, Nick Abendanon, David Strettle, ou encore les frères Delon et Steffon Armitage. Cette décision de la RFU (Rugby Football Union ou fédération de rugby à XV en anglais) fait beaucoup débat après l'élimination de l'équipe d'Angleterre de rugby au premier tour de la coupe du monde à domicile.
Il joue son premier match officiel avec le Stade toulousain le 16 août 2014 contre l'US Oyonnax au stade Ernest-Wallon de Toulouse. Il inscrit inscrit son premier essai et l'ensemble des points de son équipe qui l'emporte 20 à 19 grâce à une dernière pénalité à la 76e minute.
Pour sa première année en Top 14, il termine sixième du classement des meilleurs buteurs du championnat (avec 180 points, dont quatre essais), une belle conclusion après une transition nécessaire entre deux clubs aux styles de jeu très différents. Toby Flood finit la saison avec un taux de réussite au pied de 82,19 % ; Luke McAlister, l'autre ouvreur ou centre du club, finit pour sa part avec 144 points,.

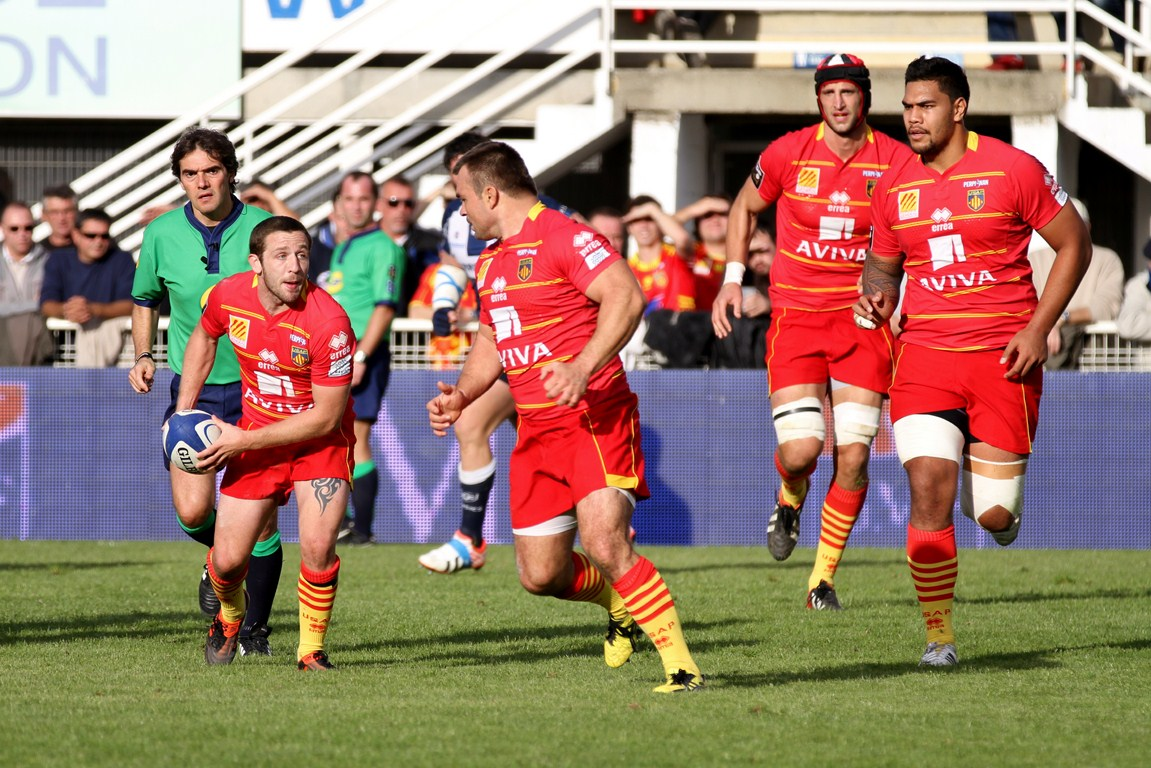
David Mélé (avec l'USAP en 2012), avec qui Toby Flood a été associé à la charnière, à Leicester et au Stade toulousain.

La polyvalence de Toby Flood, qui peut jouer aussi bien au centre qu'à l'ouverture, s'est révélée être un véritable atout pour le groupe toulousain ; les deux joueurs peuvent ainsi alterner au cours de la rencontre. Son association avec le demi de mêlée Sébastien Bézy est également concluante.
Pour la saison 2015-2016, Toulouse reçoit le renfort de David Mélé en provenance de Leicester, joueur avec lequel Flood a déjà évolué en Angleterre lors de la saison 2013-2014.
L'arrivée de Ugo Mola à la tête du club rouge et noir, ne change pas la situation de Toby Flood à Toulouse. En effet, lui et Luke McAlister sont régulièrement alignés ensemble, mais cette fois, avec McAlister en numéro 10 et Flood au centre. Les deux numéros dix brillent ensemble et le 5 septembre 2015, lors un match où le centre anglais inscrit 20 points dont un essai, lors d'une victoire 37 à 20 face au Castres olympique (37-20), le public du stade Ernest-Wallon scande son nom.
Le 9 mai 2017, il annonce qu'il ne portera plus les couleurs du Stade toulousain la saison suivante. Le joueur et le club haut-garonnais "ont décidé d'un commun accord de résilier le contrat qui unissait les deux parties" alors qu'il restait une année de contrat à Flood.

#### Retour à Newcastle (2017-2021)
Il retourne dans son premier club, les Newcastle Falcons, pour les quatre dernières saisons de sa carrière. Elles sont notamment marquées par la suspension du championnat puis les matchs à huis clos à cause de la pandémie de Covid-19.
En 2021, il met un terme à sa carrière et devient entraîneur du jeu au pied et de la technique individuelle au sein du staff des Newcastle Falcons.

### En équipe nationale (2006-2013)

#### Début avec Brian Ashton et coupe du monde 2007

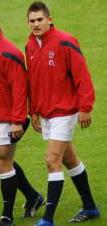
Toby Flood en 2006 lors de son premier match.

Toby Flood honore sa première cape internationale en équipe d'Angleterre le 11 novembre 2006 contre l'équipe d'Argentine, et inscrit sa première pénalité avec son équipe nationale (défaite 18-25), et participe au Tournoi des Six Nations 2007. Il entre en jeu lors du premier match du tournoi contre l'Écosse (victoire 42-20) puis est titulaire pour la première fois de sa carrière avec le maillot blanc anglais lors du match contre la France, où il inscrit son premier essai international (victoire 26-18). Il est à nouveau titularisé pour la défaite contre le Pays de Galles (18-27) lors du dernier match du tournoi, défaite qui prive l'Angleterre d'une victoire finale et permet aux Français de remporter cette édition 2007.
Ses performances avec le XV de la rose et avec les Newcastle Falcons lui permettent d'être sélectionné pour disputer la coupe du monde 2007 en France. Il est sélectionné par Brian Ashton en remplacement de Jamie Noon, son coéquipier en club. Il participe ainsi au beau parcours de son équipe nationale qui s'arrête au Stade de France lors de la finale contre l'Afrique du Sud (6-15). Il participe au quart de finale contre l'Australie (12-10), puis la demi-finale face à la France (14-9), et enfin à la finale en rentrant à la 51e minute de jeu, au centre, à la place de Mike Catt.

#### Confirmation avec Martin Johnson et coupe du monde 2011
L'année suivante, il inscrit le premier essai anglais du tournoi des six nations 2008 contre le pays de Galles mais n'empêche pas la défaite de son équipe (19-26). Il inscrit un nouvel essai lors du match contre l'Italie (victoire 23-19).
Toby Flood commence les deux premiers matchs du tournoi des Six Nations 2009 en tant que remplaçant. Il est par la suite titularisé par Martin Johnson pour le déplacement de l'Angleterre à Dublin (défaite 13-14), puis lors des victoires contre le XV de France (34-10) et l'Écosse (26-12). L'Angleterre finit deuxième du tournoi.
Au cours du mois de mai 2009, il se blesse au talon d'Achille et doit donc arrêter le rugby pendant six mois ; il ne participe donc pas aux tests matchs du mois de novembre. À son retour de blessure, il est titulaire lors du premier match du tournoi des Six Nations 2010 contre le pays de Galles (victoire 30-17) mais joue au poste de premier de centre en remplacement de Riki Flutey, blessé. Il est titulaire pour le dernier match du tournoi contre la France au poste de numéro 10 (défaite 10-12), l'Angleterre finit troisième avec deux victoires, un nul et deux défaites.

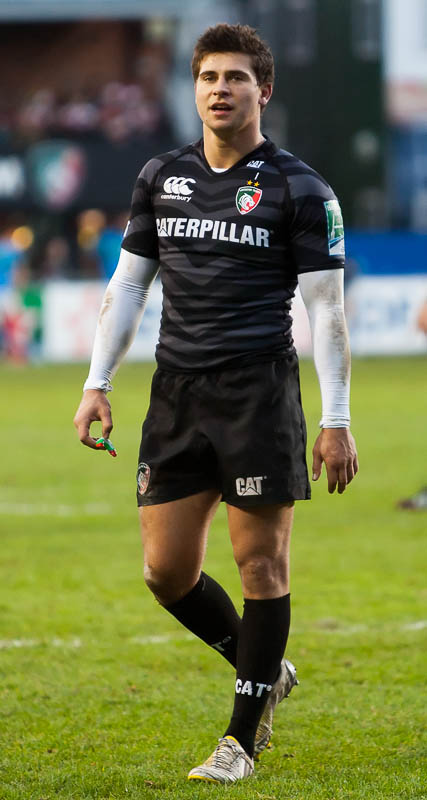
Ben Youngs et Toby Flood forment la charnière du XV de la rose et des Leicester Tigers

Au mois de juin, il commence le premier match de la tournée d'été de l'Angleterre en Australie, en tant que titulaire avec Danny Care en numéro 9 (défaite 17-27). La semaine suivante, il est à nouveau titulaire mais cette fois avec le demi de mêlée des Leicester Tigers, Ben Youngs, coéquipier de Toby Flood en club. L'association des deux joueurs de Leicester à la charnière du XV de la rose est concluante et permet à l'Angleterre de s'imposer face aux Wallabies sur le score de 21 à 20. Cette charnière est reconduite par le sélectionneur anglais et ancien deuxième ligne, Martin Johnson, au cours de la tournée du mois de novembre. Le premier match se conclut par une défaite face aux All Blacks à Twickenham (16-26), mais le week-end suivant, l'Angleterre s'impose de façon concluante face à l'Australie (35-18), et Toby Flood réalise un très bon match avec 25 points, ce qui est le record de points inscrits par un Anglais lors d'un match entre le XV de la rose et les Wallabies. Il est à nouveau titulaire pour le match suivant contre les Samoa (victoire 26-13), mais se blesse lors du dernier match contre les Springboks après un choc avec Bismarck du Plessis ; sous le choc, il ne se souvient plus de ce qu'il s'est passé.
Au cours du tournoi des Six Nations 2011, il est associé à la charnière avec Ben Youngs, avec qui il réalise de très bonnes performances : il est nommé homme du match lors de la victoire du XV de la rose au Millennium Stadium de Cardiff (26-19). Son entente avec l'ailier Chris Ashton est prépondérante lors de la large victoire de l'Angleterre sur l'équipe d'Italie (59-13). L'Angleterre remporte ainsi le tournoi 2011.

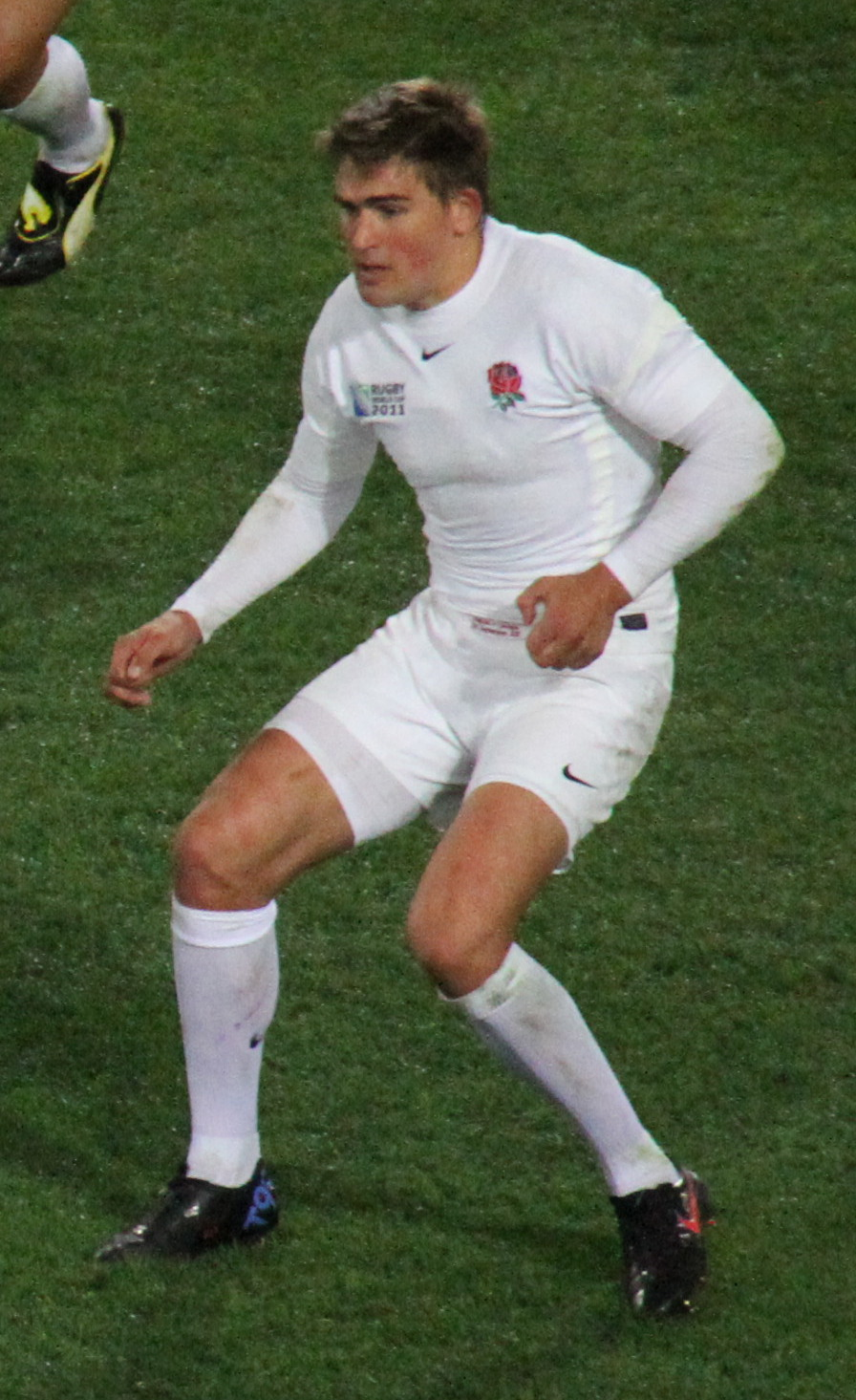
Toby Flood à la coupe du monde 2011 : la deuxième du demi d'ouverture anglais

Quelques mois plus tard, il est à nouveau sélectionné pour prendre part à la coupe du monde 2011 en Nouvelle-Zélande où il est notamment titularisé par Martin Johnson au centre (le poste d'ouvreur étant occupé par Jonny Wilkinson) avec Manu Tuilagi, lors du quart de finale contre la France (défaite 12-18).

#### Fin de carrière comme international avec Stuart Lancaster
À la suite de l'échec du XV de la rose lors de cette coupe du monde, Stuart Lancaster est nommé sélectionneur. Toby Flood est à ce moment-là un joueur expérimenté et il est question qu'il devienne le capitaine du XV de la rose, mais le troisième ligne des Harlequins, Chris Robshaw, lui est préféré en vue de la coupe du monde 2015 qui se jouera à domicile.
Blessé au genou, Toby Flood manque le début du tournoi des Six Nations 2012 et c'est Owen Farrell qui occupe le poste de numéro 10 et réalise de bonnes performances. Toby Flood est donc écarté du groupe avant le match contre l'équipe de France. Il fait son retour pour la tournée de son équipe nationale en Afrique du Sud ainsi que pour la tournée du mois de novembre. Il joue son dernier match avec le XV de la rose contre l'Italie lors du tournoi des Six Nations 2013.
Malgré la règle édictée par la Rugby Football Union de ne pas sélectionner de joueur ne jouant pas dans le championnat national, ce qui le prive ainsi de la possibilité de postuler à une place pour la coupe du monde 2015, Toby Flood décide de quitter son club et de changer de championnat. Après l'élimination de son équipe nationale au premier tour, une première pour un pays hôte d'une coupe du monde, Toby Flood exprime sa tristesse pour ses anciens coéquipiers et amis, sans rancœur contre Stuart Lancaster.
Il compte 60 sélections avec le XV de la Rose et 301 points inscrits, dont quatre essais.

## Statistiques en club
| Clubs             | Compétition        | Nombre de participations | Nombre de matchs | Nombre de titularisations | Nombre de points | Essais | Drops | Pénalités | Transformations |
| ----------------- | ------------------ | ------------------------ | ---------------- | ------------------------- | ---------------- | ------ | ----- | --------- | --------------- |
| Newcastle Falcons | Aviva Premiership  | 4 (2004-2008)            | 43               | 38                        | 124              | 8      | 1     | 17        | 15              |
| Newcastle Falcons | Coupe d'Europe     | 1 (2004-2005)            | 1                | -                         | -                | -      | -     | -         | -               |
| Newcastle Falcons | Challenge européen | 3 (2005-2008)            | 18               | 16                        | 104              | 7      | -     | 5         | 27              |
| Newcastle Falcons | Coupe d'Angleterre | 3 (2005-2008)            | 8                | 8                         | 30               | -      | 1     | 3         | 9               |
| Leicester Tigers  | Aviva Premiership  | 6 (2008-2014)            | 82               | 74                        | 954              | 19     | 1     | 192       | 140             |
| Leicester Tigers  | Coupe d'Europe     | 6 (2008-2014)            | 33               | 31                        | 358              | 6      | -     | 71        | 56              |
| Leicester Tigers  | Coupe d'Angleterre | 3                        | 5                | 2                         | 12               | -      | -     | 2         | 3               |
| Stade toulousain  | Top 14             | 2 (2014-2016)            | 24               | 21                        | 238              | 7      | -     | 47        | 31              |
| Stade toulousain  | Coupe d'Europe     | 1 (2014-2015)            | 4                | 2                         | 32               | 1      | -     | 5         | 6               |

| Saison                           | Compétition                      | Matchs joués | Titularisations | Minutes joués | Essais | Drops | Pénalités | Transformations | Points |
| -------------------------------- | -------------------------------- | ------------ | --------------- | ------------- | ------ | ----- | --------- | --------------- | ------ |
| 2004-2005                        | Zurich Premiership               | 3            | 2               | 191           | -      | -     | -         | -               | -      |
| 2004-2005                        | Coupe d'Europe                   | 1            | -               | 14            | -      | -     | -         | -               | -      |
| 2004-2005                        | Sous-total                       | 4            | 2               | 205           | -      | -     | -         | -               | -      |
| 2005-2006                        | Guinness Premiership             | 16           | 12              | 787           | 1      | -     | -         | 1               | 7      |
| 2005-2006                        | Challenge européen               | 5            | 4               | 330           | 3      | -     | 3         | 2               | 28     |
| 2005-2006                        | Coupe d'Angleterre               | 3            | 3               | 147           | -      | -     | -         | -               | -      |
| 2005-2006                        | Sous-total                       | 24           | 19              | 1 264         | 4      | -     | 3         | 3               | 35     |
| 2006-2007                        | Guinness Premiership             | 15           | 15              | 1 200         | 4      | -     | 15        | 12              | 89     |
| 2006-2007                        | Challenge européen               | 7            | 7               | 527           | 2      | -     | 2         | 18              | 52     |
| 2006-2007                        | Coupe d'Angleterre               | 2            | 2               | 160           | -      | 1     | -         | 5               | 13     |
| 2006-2007                        | Sous-total                       | 24           | 24              | 1 887         | 6      | 1     | 17        | 35              | 154    |
| 2007-2008                        | Guinness Premership              | 8            | 8               | 640           | 3      | 1     | 2         | 2               | 28     |
| 2007-2008                        | Challenge européen               | 6            | 5               | 393           | 2      | -     | -         | 7               | 24     |
| 2007-2008                        | Coupe d'Angleterre               | 3            | 3               | 208           | -      | -     | 3         | 3               | 15     |
| 2007-2008                        | Sous-total                       | 17           | 16              | 1 241         | 5      | 1     | 5         | 12              | 67     |
| Total avec les Newcastle Falcons | Total avec les Newcastle Falcons | 69           | 61              | 4 597         | 15     | 2     | 25        | 50              | 256    |

| Saison                    | Compétitions              | Matchs joués | Titularisations | Minutes joués | Essais | Drops | Pénalités | Transformations | Points |
| ------------------------- | ------------------------- | ------------ | --------------- | ------------- | ------ | ----- | --------- | --------------- | ------ |
| 2014-2015                 | Top 14                    | 18           | 15              | 1 162         | 4      | -     | 38        | 22              | 178    |
| 2014-2015                 | Coupe d'Europe            | 4            | 2               | 209           | 1      | -     | 5         | 6               | 32     |
| 2014-2015                 | Sous-total                | 22           | 17              | 1 371         | 5      | -     | 43        | 28              | 210    |
| 2015-2016                 | Top 14                    | 6            | 6               | 448           | 3      | -     | 9         | 9               | 60     |
| 2015-2016                 | Coupe d'Europe            | -            | -               | -             | -      | -     | -         | -               | -      |
| 2015-2016                 | Sous-total                | 6            | 6               | 448           | 3      | -     | 9         | 9               | 60     |
| Total au Stade toulousain | Total au Stade toulousain | 28           | 23              | 1 819         | 8      | -     | 52        | 37              | 270    |

| Compétitions         | Participations                                                                | Matchs joués | Titularisations | Minutes joués | Essais | Drops | Pénalités | Transformations | Points |
| -------------------- | ----------------------------------------------------------------------------- | ------------ | --------------- | ------------- | ------ | ----- | --------- | --------------- | ------ |
| Top 14               | Stade toulousain (2 fois)                                                     | 24           | 21              | 1 610         | 7      | -     | 47        | 31              | 238    |
| Rugby Premiership    | Newcastle Falcons (4 fois) Leicester Tigers (6 fois)                          | 124          | 111             | 8 503         | 27     | 2     | 209       | 155             | 1 078  |
| Total en Championnat | Total en Championnat                                                          | 148          | 132             | 10 113        | 34     | 2     | 256       | 186             | 1 316  |
| Coupe d'Europe       | Newcastle Falcons (1 fois) Leicester Tigers (6 fois) Stad toulousain (1 fois) | 37           | 33              | 2 545         | 7      | -     | 76        | 62              | 387    |
| Challenge européen   | Newcastle Falcons (3 fois)                                                    | 18           | 16              | 1 250         | 7      | -     | 5         | 27              | 104    |
| Coupe d'Angleterre   | Newcastle Falcons (3 fois) Leicester Tigers (3 fois)                          | 13           | 10              | 733           | -      | 1     | 5         | 12              | 42     |

## Statistiques en équipe nationale

### Général
- 60 sélections (30 victoires, 28 défaites, 2 matchs nuls)
  - 36 titularisations
- 301 points inscrits
  - 4 essais inscrits
  - 40 transformations
  - 66 pénalités
  - 1 drop

### Tournoi des six nations
- 26 matchs joués (16 victoires, 9 défaites, 1 match nul)
  - 18 titularisations
- 138 points
  - 3 essais
  - 15 transformations
  - 30 pénalités
  - 1 drop

### Coupe du monde (2007 et 2011)
- 7 matchs joués (5 victoires, 2 défaites)
  - 2 titularisations
- 21 points inscrits
  - 9 transformations
  - 1 pénalité

| Numéro | Lieu                         | Adversaire     | Compétition                  | Résultat | Score |
| ------ | ---------------------------- | -------------- | ---------------------------- | -------- | ----- |
| 1      | Stade de Twickenham, Londres | France         | Tournoi des Six Nations 2007 | Victoire | 26-18 |
| 2      | Stade de Twickenham          | Pays de Galles | Tournoi des Six Nations 2008 | Défaite  | 19-26 |
| 3      | Stade Olympique de Rome      | Italie         | Tournoi des Six Nations 2008 | Victoire | 23-19 |
| 4      | Brisbane                     | Afrique du Sud | Test match                   | Défaite  | 27-36 |

## Palmarès

### Avec les Leicester Tigers
- Vainqueur du Championnat d'Angleterre en 2009
- Vainqueur du Championnat d'Angleterre en 2010 (2)
- Vainqueur du Championnat d'Angleterre en 2013 (3)
- Vainqueur de la Coupe d'Angleterre en 2012

### Avec son équipe nationale
- Vainqueur du Tournoi des Six Nations en 2011
- Finaliste de la coupe du monde 2007